# Giovanni Alberto Agnelli (pista sciistica)
La Giovanni Alberto Agnelli (già Kandahar Slalom; nome completo: "Pista Kandahar Slalom Giovanni Alberto Agnelli") è una pista sciistica che si trova a Sestriere, in Italia, nel comprensorio della Via Lattea. Il pendio, che si snoda sul Monte Alpette, dal 1990 è utilizzato principalmente per gare di slalom speciale della Coppa del Mondo di sci alpino e ha ospitato anche quelle dei Campionati mondiali di sci alpino 1997 e dei XX Giochi olimpici invernali di Torino 2006; è stata la prima pista a ospitare una gara di Coppa del Mondo in notturna, nel 1994. È dedicata all'imprenditore e dirigente d'azienda italiano Giovanni Alberto Agnelli.

## Tracciato
La pista è raggiungibile dall'abitato di Sestriere con le seggiovie Cit Roc o Garnel; è classificata come "nera" (massima difficoltà), ed il tracciato dello slalom è caratterizzata da un lungo "muro" (tratto a forte pendenza), sostanzialmente rettilineo, che spiana progressivamente fino al traguardo. 
Il tracciato da gigante, utilizzato per gare femminili a partire dalla stagione 2016-2017, ha origine dal Monte Sises. Dopo un tratto iniziale molto ripido, ci si immette in un falsopiano denominato Alpette, al termine del quale ci si ritrova in uno stretto raccordo a media pendenza. Alla fine di questo raccordo, la pista curva decisamente verso sinistra e si getta, in corrispondenza della partenza dello slalom, nel muro finale.
In occasione dei Campionati Mondiali del 1997 e delle Olimpiadi Invernali del 2006, il tracciato di gigante, denominato Sises, prevedeva il muro iniziale e il Pianoro Alpette, ma proseguiva poi per una pista parallela situata, guardando verso valle, alla sinistra del tracciato della Agnelli. Prima dei Campionati Mondiali del 1997, per il gigante di utilizzava il tratto terminale della Kandahar Banchetta
.

## Podi
Si riportano i podi relativi alle massime competizioni internazionali disputati sulla Giovanni Alberto Agnelli.

### Uomini

#### Slalom speciale
| Data             | Competizione                 | Primo                | Secondo               | Terzo                       |
| ---------------- | ---------------------------- | -------------------- | --------------------- | --------------------------- |
| 11 dicembre 1990 | Coppa del Mondo 1991         | Alberto Tomba        | Ole Kristian Furuseth | Rudolf Nierlich             |
| 10 dicembre 1991 | Coppa del Mondo 1992         | Alberto Tomba        | Finn Christian Jagge  | Ole Kristian Furuseth       |
| 29 novembre 1992 | Coppa del Mondo 1993         | Fabrizio Tescari     | Michael Tritscher     | Armin Bittner Hubert Strolz |
| 14 dicembre 1993 | Coppa del Mondo 1994         | Alberto Tomba        | Thomas Stangassinger  | Ole Kristian Furuseth       |
| 12 dicembre 1994 | Coppa del Mondo 1995         | Alberto Tomba        | Thomas Fogdö          | Michael Tritscher           |
| 27 gennaio 1996  | Coppa del Mondo 1996         | Mario Reiter         | Thomas Sykora         | Thomas Stangassinger        |
| 15 febbraio 1997 | Mondiali 1997                | Tom Stiansen         | Sébastien Amiez       | Alberto Tomba               |
| 15 dicembre 1997 | Coppa del Mondo 1998         | Finn Christian Jagge | Thomas Sykora         | Hans Petter Buraas          |
| 14 dicembre 1998 | Coppa del Mondo 1999         | Finn Christian Jagge | Thomas Stangassinger  | Jure Košir                  |
| 11 dicembre 2000 | Coppa del Mondo 2001         | Hans Petter Buraas   | Kilian Albrecht       | Pierrick Bourgeat           |
| 16 dicembre 2002 | Coppa del Mondo 2003         | Ivica Kostelić       | Giorgio Rocca         | Truls Ove Karlsen           |
| 14 marzo 2004    | Coppa del Mondo 2004         | Kalle Palander       | Rainer Schönfelder    | Manfred Pranger             |
| 13 dicembre 2004 | Coppa del Mondo 2005         | Bode Miller          | Silvan Zurbriggen     | Kalle Palander              |
| 25 febbraio 2006 | XX Giochi olimpici invernali | Benjamin Raich       | Reinfried Herbst      | Rainer Schönfelder          |

#### Combinata (prova di slalom speciale)
| Data             | Competizione                 | Primo        | Secondo              | Terzo         |
| ---------------- | ---------------------------- | ------------ | -------------------- | ------------- |
| 6 febbraio 1997  | Mondiali 1997                | Mario Reiter | Kjetil André Aamodt  | Bruno Kernen  |
| 14 febbraio 2006 | XX Giochi olimpici invernali | Ted Ligety   | Jean-Baptiste Grange | Giorgio Rocca |

### Donne

#### Slalom gigante
| Data             | Competizione         | Prima                          | Seconda         | Terza                   |
| ---------------- | -------------------- | ------------------------------ | --------------- | ----------------------- |
| 10 dicembre 2016 | Coppa del Mondo 2017 | Tessa Worley                   | Sofia Goggia    | Lara Gut                |
| 18 gennaio 2020  | Coppa del Mondo 2020 | Federica Brignone Petra Vlhová |                 | Mikaela Shiffrin        |
| 19 gennaio 2020  | Coppa del Mondo 2020 | Clara Direz                    | Elisa Mörzinger | Marta Bassino           |
| 10 dicembre 2022 | Coppa del Mondo 2023 | Marta Bassino                  | Sara Hector     | Petra Vlhová            |
| 21 febbraio 2025 | Coppa del Mondo 2025 | Federica Brignone              | Alice Robinson  | Thea Louise Stjernesund |
| 23 febbraio 2025 | Coppa del Mondo 2025 | Federica Brignone              | Lara Gut        | Alice Robinson          |

#### Slalom speciale
| Data             | Competizione                 | Prima              | Seconda           | Terza            |
| ---------------- | ---------------------------- | ------------------ | ----------------- | ---------------- |
| 18 dicembre 1994 | Coppa del Mondo 1995         | Vreni Schneider    | Pernilla Wiberg   | Béatrice Filliol |
| 26 gennaio 1996  | Coppa del Mondo 1996         | Sonja Nef          | Marlies Oester    | Pernilla Wiberg  |
| 5 febbraio 1997  | Mondiali 1997                | Deborah Compagnoni | Lara Magoni       | Karin Roten      |
| 12 dicembre 1999 | Coppa del Mondo 2000         | Janica Kostelić    | Anja Pärson       | Christel Pascal  |
| 10 marzo 2000    | Coppa del Mondo 2000         | Kristina Koznick   | Christel Pascal   | Špela Pretnar    |
| 10 dicembre 2000 | Coppa del Mondo 2001         | Janica Kostelić    | Sarah Schleper    | Trine Bakke      |
| 20 dicembre 2000 | Coppa del Mondo 2001         | Janica Kostelić    | Trine Bakke       | Kristina Koznick |
| 9 dicembre 2001  | Coppa del Mondo 2002         | Anja Pärson        | Tanja Poutiainen  | Sonja Nef        |
| 15 dicembre 2002 | Coppa del Mondo 2003         | Anja Pärson        | Tanja Poutiainen  | Nicole Hosp      |
| 13 marzo 2004    | Coppa del Mondo 2004         | Marlies Schild     | Sarah Schleper    | Tanja Poutiainen |
| 22 febbraio 2006 | XX Giochi olimpici invernali | Anja Pärson        | Nicole Hosp       | Marlies Schild   |
| 11 dicembre 2016 | Coppa del Mondo 2017         | Mikaela Shiffrin   | Veronika Zuzulová | Wendy Holdener   |
| 11 dicembre 2022 | Coppa del Mondo 2023         | Wendy Holdener     | Mikaela Shiffrin  | Petra Vlhová     |
| 23 febbraio 2015 | Coppa del Mondo 2025         | Mikaela Shiffrin   | Zrinka Ljutić     | Paula Moltzan    |

#### Combinata (prova di slalom speciale)
| Data             | Competizione                 | Prima           | Seconda         | Terza          |
| ---------------- | ---------------------------- | --------------- | --------------- | -------------- |
| 13 febbraio 1997 | Mondiali 1997                | Morena Gallizio | Marlies Oester  | Hilde Gerg     |
| 17 febbraio 2006 | XX Giochi olimpici invernali | Marlies Schild  | Janica Kostelić | Kathrin Zettel |